# Duan Qifeng
Duan Qifeng es un exatleta chino que se especializó en salto triple. Estableció su mejor registro con 17.05 m en 1998, que lo ubicó en el puesto 20 del mundo ese año.

## Biografía
Duan ha tenido una discapacidad visual desde muy joven, por lo cual clasificó para competir en los Juegos Paralímpicos en eventos de categoría T12 / F12.

## Carrera
Su carrera internacional floreció en 1998, cuando obtuvo la medalla de oro en el Campeonato Asiático de Atletismo de 1998, fue medallista de plata detrás de Sergey Arzamasov en los Juegos Asiáticos de 1998 y un representante de Asia en la Copa Mundial IAAF de 1998
En la temporada 1998 ganó el título nacional en el Campeonato Chino de Atletismo con una marca de 17.05 m  - fue el primer atleta en saltar más de diecisiete metros en la competencia en ocho años. Había sido segundo en los Juegos Nacionales chinos para su nativo Hebei anteriormente, terminando segundo detrás de Zou Sixin en 1993 y Lao Jianfeng en 1997.
También compitió en los Juegos Paralímpicos de 2004, donde ganó tres medallas. Obtuvo oro en el triple salto F12 y bronce en salto de longitud F12 y también formó parte del equipo de relevos chino 4 × 100 m ganador de la medalla de oro.